# David Júnior Lopes
David Júnior Lopes (Maringá, 19 de julio de 1982) es un exfutbolista brasileño, cuya posición en el campo era la de defensa. Dejó el fútbol activo en 2017.

## Trayectoria
Se formó futbolísticamente en el Clube Atlético Paranaense, donde jugó la temporada 2002/03, aunque a mitad de esta temporada fichó por el Fútbol Club Oporto portugués.
En 2005, regresó a su país para jugar en el Iraty SC, mientras que en el mercado invernal de la 2005/06 fichó por el NK Osijek croata, donde también jugó en la 2006-07. En 2008 llegó a la liga rusa, donde participó en 14 partidos con el FC Terek Grozny. En el mercado de verano fichó por el Córdoba Club de Fútbol.
Disfrutó una buena primera vuelta con el conjunto cordobés, jugando de titular y marcando un gol ante el Villarreal CF B. Pero en la segunda vuelta no jugó ni un solo partido y finalmente, antes de que el Córdoba disputase su último partido liguero contra el CD Castellón Lopes rescindió su contrato y volvió a Brasil. Un mes después, regresa a Europa, a jugar en el FC Universitatea Craiova de Rumanía para la próxima temporada
La temporada siguiente se marcha del club rumano y se marcha a Estados Unidos, a jugar en el Chivas USA.

## Clubes
| Club                      | País           | Año         |
| ------------------------- | -------------- | ----------- |
| Clube Atlético Paranaense | Brasil         | 2001 - 2003 |
| FC Porto                  | Portugal       | 2003 - 2004 |
| Iraty SC                  | Brasil         | 2005 - 2006 |
| NK Osijek                 | Croacia        | 2006-2008   |
| FC Terek Grozny           | Rusia          | 2008 - 2009 |
| Córdoba                   | España         | 2009 - 2010 |
| FC Universitatea Craiova  | Rumanía        | 2010        |
| Chivas USA                | Estados Unidos | 2011-2012   |
| Los Ángeles Galaxy        | Estados Unidos | 2012-2013   |
| Novo Hamburgo             | Brasil         | 2015        |
| Hibernians FC             | Malta          | 2015        |
| Grêmio Maringá            | Brasil         | 2015-2016   |
| Maringá FC                | Brasil         | 2016        |
| Esporte Clube Comercial   | Brasil         | 2016-2017   |

## Palmarés

### Campeonatos nacionales
| Título  | Club               | País           | Año  |
| ------- | ------------------ | -------------- | ---- |
| MLS Cup | Los Angeles Galaxy | Estados Unidos | 2012 |